# 福尔图娜科隆
幸運科隆體育會是一家位于德国北莱茵-威斯特法伦州科隆的足球俱乐部，创立于1948年。目前参与德国足球西部地区联赛的比赛。

## 外部連結
- 官方網站 （页面存档备份，存于）